# Macrostylis birsteini
Macrostylis birsteini är en kräftdjursart som beskrevs av Boris Vladimirovich Mezhov 1993. Macrostylis birsteini ingår i släktet Macrostylis och familjen Macrostylidae. Inga underarter finns listade i Catalogue of Life.